# QuAUDIOPHILIAc
QuAUDIOPHILIAc kompilacijski je album američkog glazbenika Franka Zappe, koji izlazi postumno u rujnu 2004.
Kompilacija sadrži materijal iz vremena kada je Zappa eksperimentirao s "kvadrofonik" formatom, četiri kanalnim zvukom iz 1970.g. Producent kompilacije je Zappa, a dovršava ga njegov sin Dweezil Zappa, kojem je to prvi "surround sound" format glazbenog albuma. Nekoliko skladbi na kompilaciji prije nisu nikada bile objavljene i dostupne su samo na ovom albumu.

## Popis pjesama
1. "Naval Aviation in Art?" – 1:34
2. "Lumpy Gravy" – 1:05
3. "Rollo" – 6:00
4. "Drooling Midrange Accountants on Easter Hay" – 2:15
5. "Wild Love" – 4:07
6. "Ship Ahoy" – 5:47
7. "Chunga Basement" – 11:48
8. "Venusian Time Bandits" – 1:54
9. "Waka/Jawaka" – 13:23
10. "Basement Music #2" – 2:

## Izvođači
- Frank Zappa – gitara, vokal, aranžer, dirigent
- Mike Altschul – bas klarinet, bas flauta, pikolo, bas saksofon, tenor saksofon
- Napoleon Murphy Brock – vokal
- Adrian Belew – gitara
- Max Bennett – bas-gitara
- Terry Bozzio – bubnjevi, vokal
- Billy Byers – trombon, bariton rog
- Alex Dmochowski – bas-gitara
- George Duke – klavijature
- Aynsley Dunbar – bubnjevi
- Roy Estrada – bas-gitara
- Tom Fowler – bas-gitara
- Andre Lewis – keyboards
- Ed Mann – udaraljke
- Sal Marquez – truba, tuba
- Tommy Mars – klavijature, vokal
- Patrick O'Hearn – bas-gitara
- Kenny Shroyer – trombon, bariton rog
- Chester Thompson – bubnjevi
- Ian Underwood – klavijature

### Produkcija
- Frank Zappa – producent, projekcija, mix
- Art Kelm – tehnička podrška
- Richard Landers – tehnička podrška
- Jeff Levison – produkcija
- Fred Maher – tehnička podrška
- Stephen Marcussen – mastering
- Jaime Ramírez – koordinator projekcije
- Jeff Skillen – izvršni producent
- Joe Travers – istraživanje
- John "Buddy" Williams – fotografija, omot albuma
- Dweezil Zappa – producent, projekcija
- Gail Zappa – izvršni producent, direktor slike, fotografija

## Vanjske poveznice
- Informacije na Lyricsu
- QuAUDIOPHILIAc na zappa.com  Arhivirana inačica izvorne stranice od 3. svibnja 2006. (Wayback Machine)